# Emil Schulz (Maler)
Emil Schulz (* 17. Februar 1822 in Wolfenbüttel, Herzogtum Braunschweig; † 8. Januar 1912 in Braunschweig) war ein deutscher Porträtmaler, Lithograf und Fotograf.

## Leben

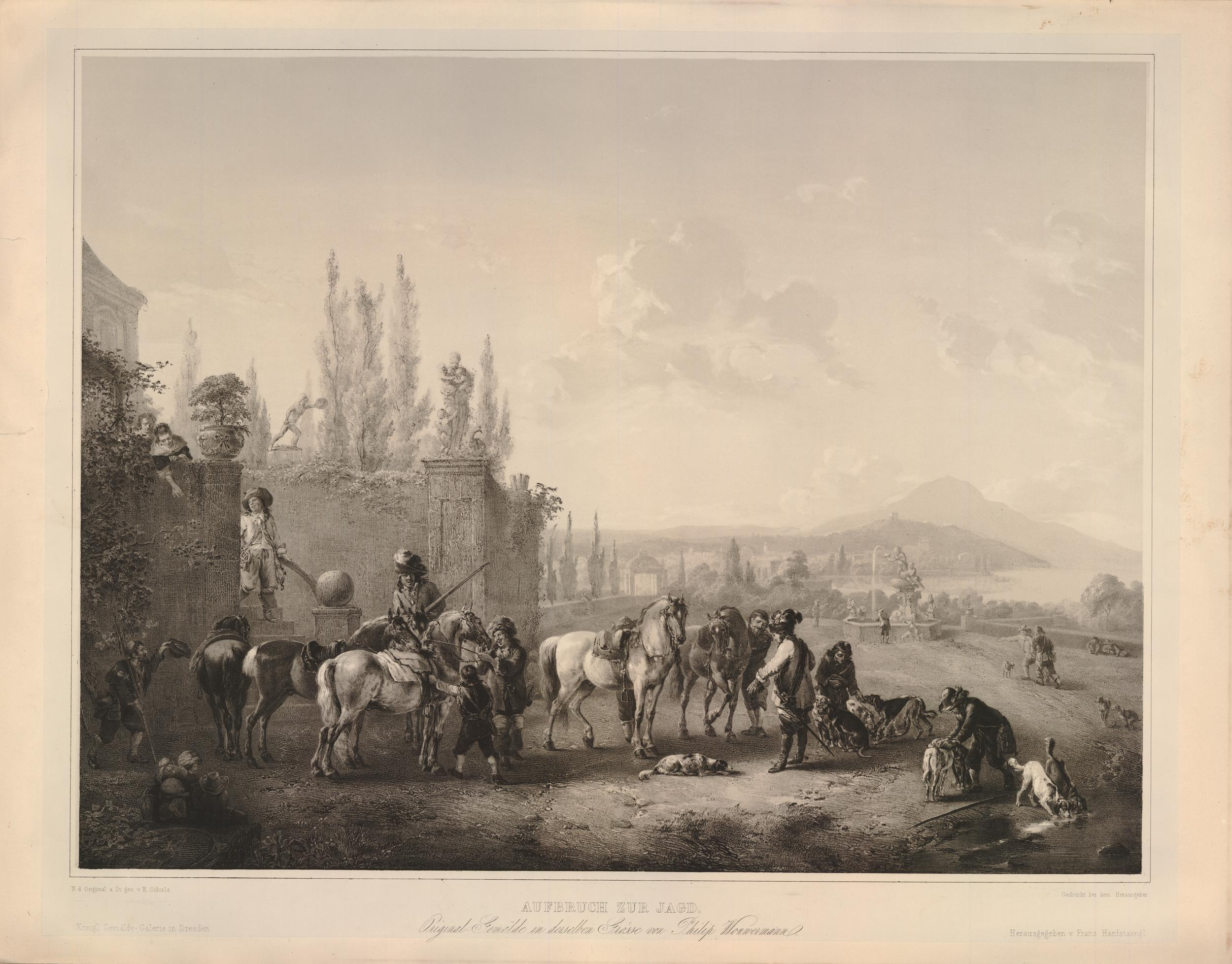
Philips Wouwerman: Aufbruch zur Jagd, Lithografie von Emil Schulz im Galeriewerk von Franz Hanfstaengl, frühe 1840er Jahre

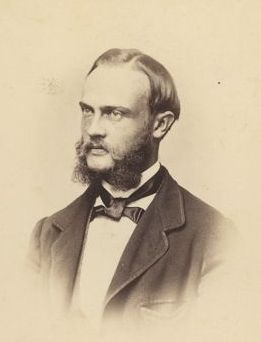
Wilhelm Krahe, Porträtfotografie von Emil Schulz, um 1865

In den Jahren 1837 bis 1840 war Emil Schulz Schüler von Heinrich Brandes am Collegium Carolinum in Braunschweig. Für seine Leistungen erhielt er dort einen Preis, später auch ein Reisestipendium. 1840 ging er nach Dresden, um als Lithograf am Galeriewerk von Franz Hanfstaengl über die Galerie Alte Meister mitzuwirken. In den Jahren 1844 bis 1848 war er in München ansässig und verkehrte insbesondere mit den früheren Braunschweiger Schulkollegen Adolf Nickol und Friedrich Wilhelm Pfeiffer. In dieser Zeit beschäftigte er sich mit lithografischen Aufträgen und mit Naturstudien in den bayerischen Gebirgen. 1849 schrieb er sich zum Studium an der Kunstakademie Düsseldorf ein. Dort wurde er Schüler von Theodor Hildebrandt und begann mit der Ölmalerei. Bald kehrte er nach Braunschweig zurück, wo er sich als Porträtmaler und Lithograf etablierte, seit den 1860er Jahren auch als Fotograf.